# رایویس بلوهووشچیکس
رایویس بلوهووشچیکس (لتونیایی: Raivis Belohvoščiks؛ زادهٔ ۲۱ ژانویهٔ ۱۹۷۶) دوچرخه‌سوار اهل لتونی است.
وی در مسابقات مهمی همچون بازی‌های المپیک تابستانی ۲۰۰۰، بازی‌های المپیک تابستانی ۲۰۰۸ و جیرو دیتالیا اشاره کرد.